# Kaga (schip, 1928)

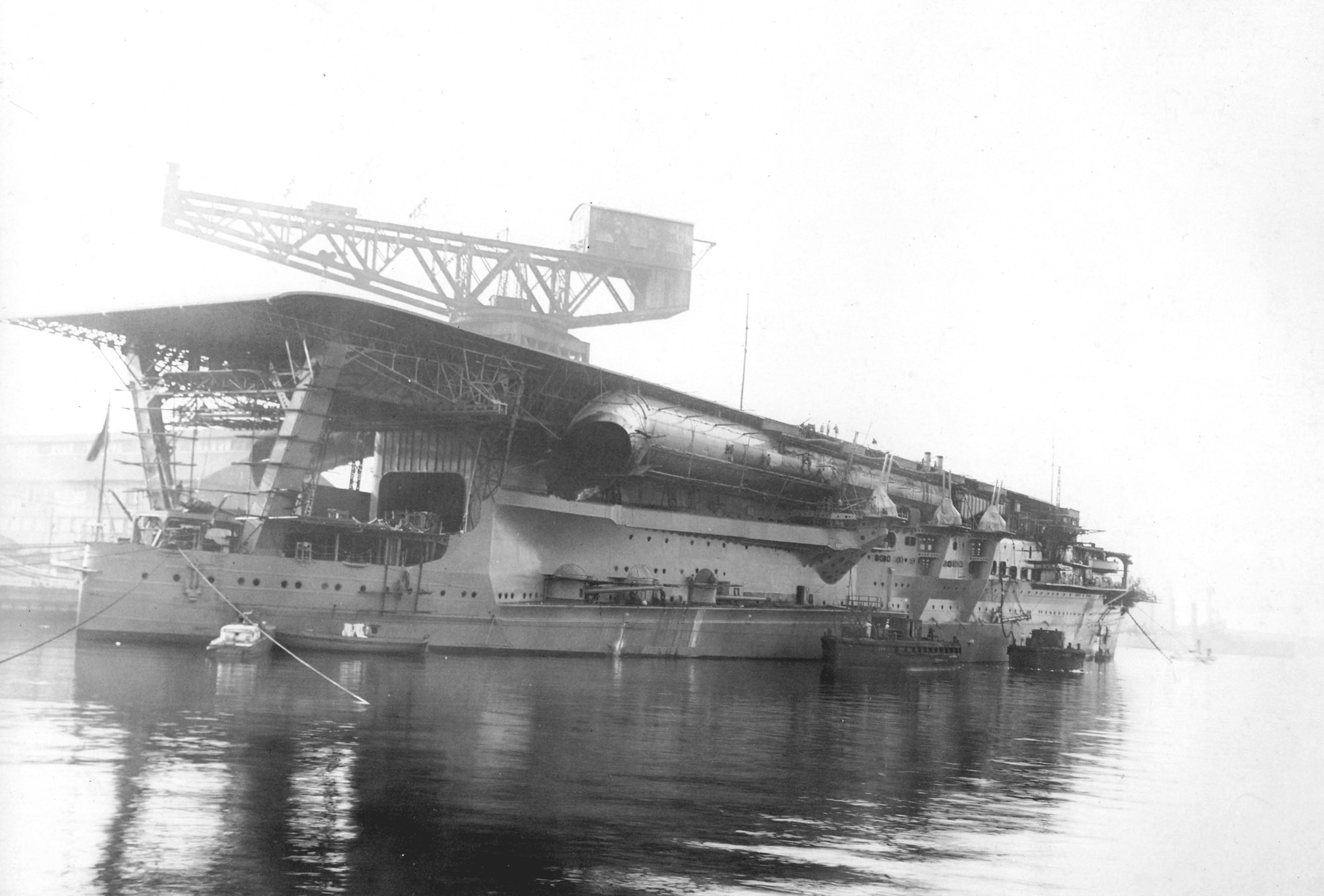
De Kaga in 1928

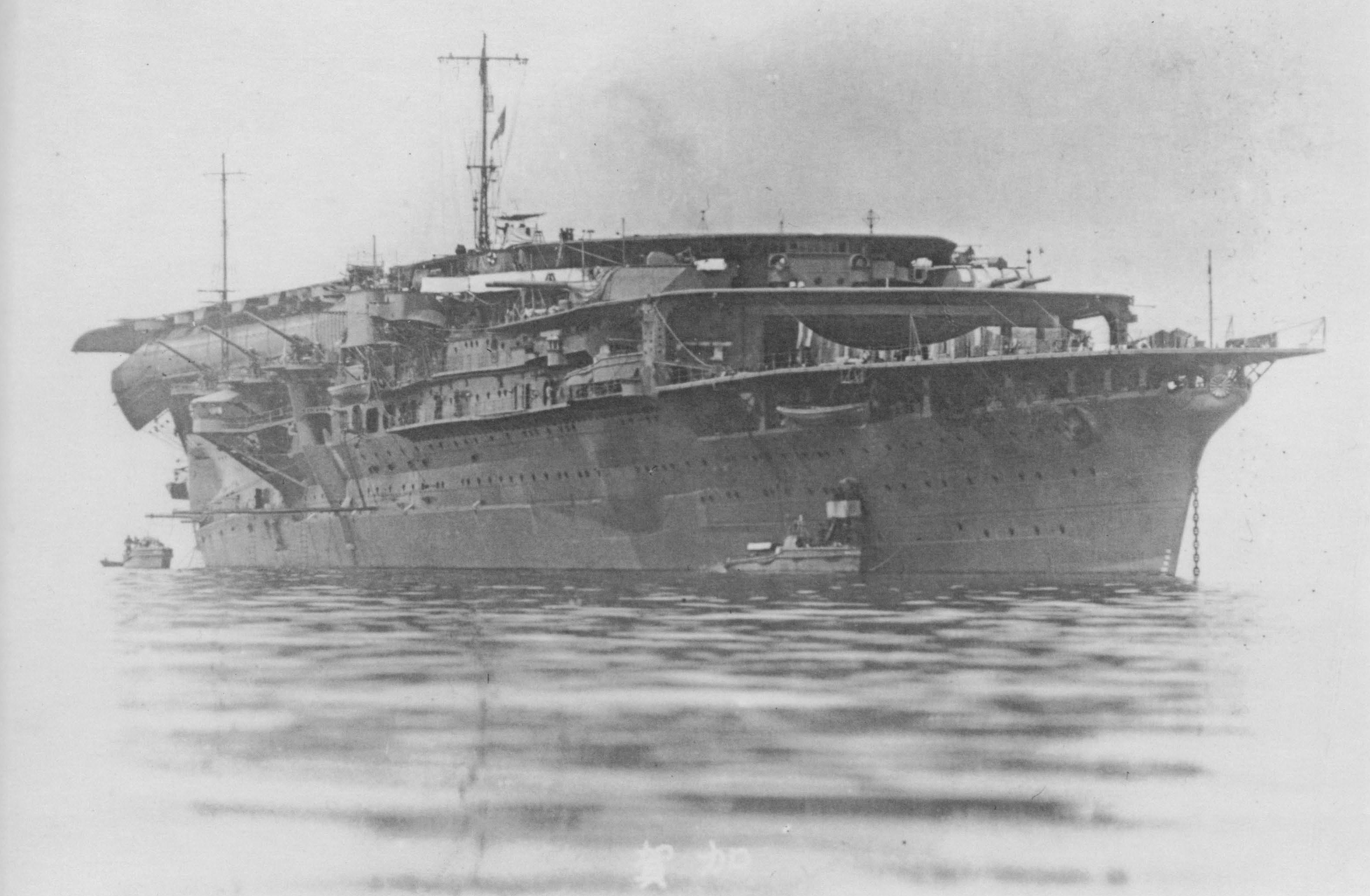
De Kaga in 1930 met de drie vliegdekken zichtbaar

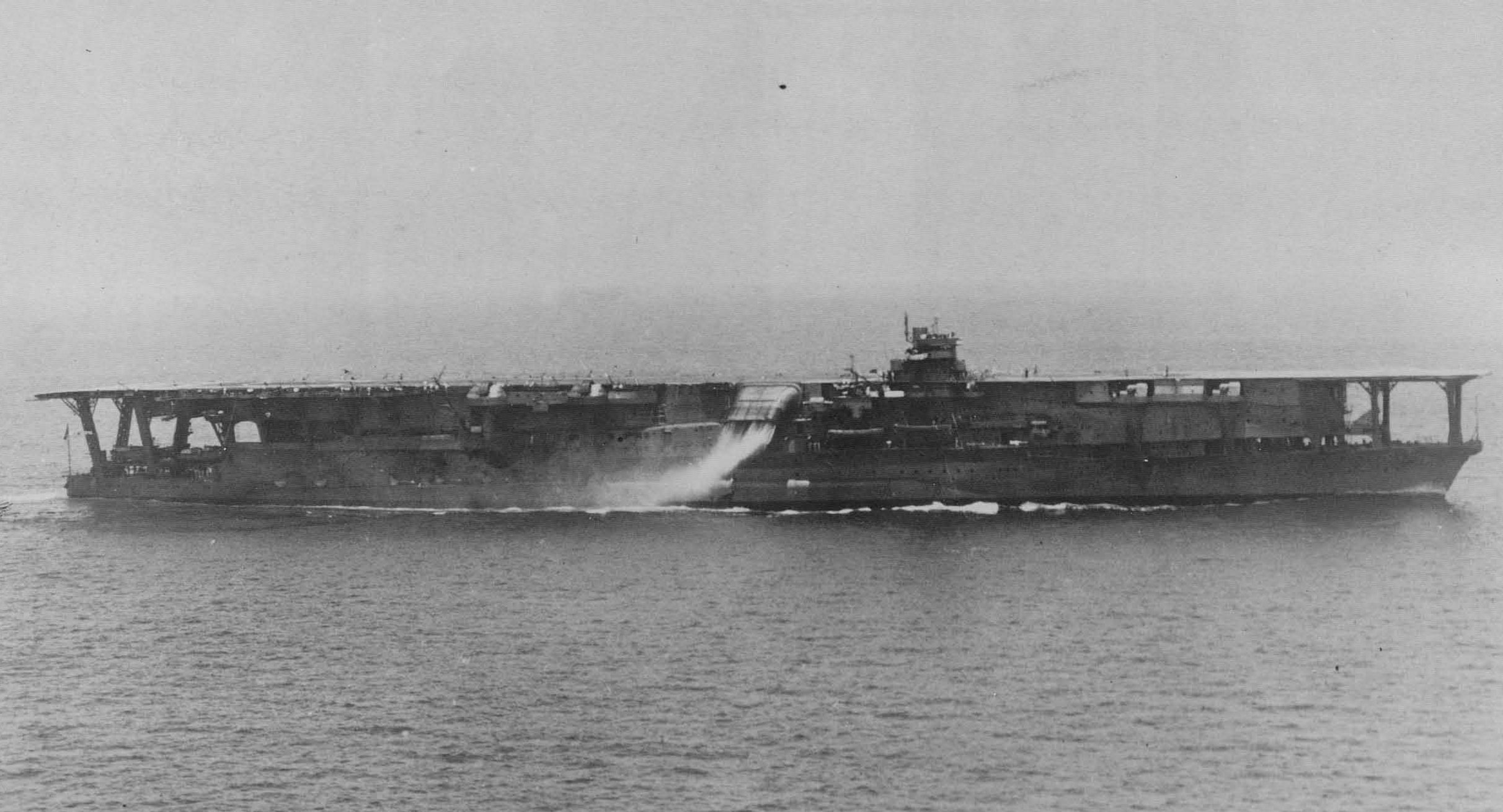
De Kaga in 1936 met omlaag gerichte schoorsteen

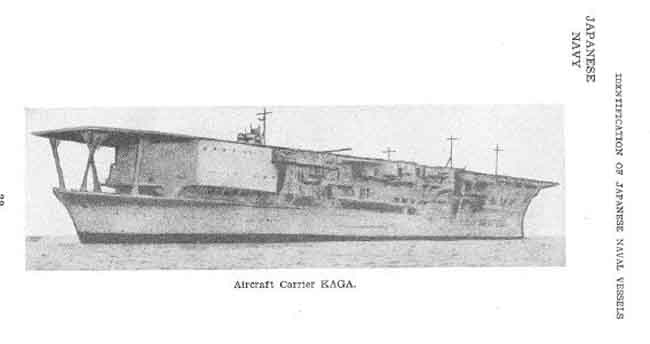
De Kaga in 1941

De Kaga (Japans: 加賀) was een vliegdekschip van de Japanse Keizerlijke Marine. Het schip nam in december 1941 deel aan de aanval op Pearl Harbor. Bij de Slag bij Midway op 4 juni 1942 brachten Douglas SBD Dauntless duikbommenwerpers de Kaga tot zinken. De Kaga was genoemd naar de toenmalige provincie Kaga, thans de prefectuur Ishikawa.

## 1921 tot 1941
De Kaga was oorspronkelijk bedoeld als slagschip van de Tosa-klasse. Ze werd gebouwd op de scheepswerf van Kawasaki Heavy Industries te Kobe. De tewaterlating van het casco vond plaats op 17 november 1921.
Vanwege de bepalingen van het Verdrag van Washington uit 1922, mocht de Kaga echter niet als slagschip worden afgebouwd. Ze zou daarom samen met de Tosa worden gesloopt, terwijl de Amagi en de Akagi zouden worden omgebouwd tot vliegdekschepen. Toen de Amagi in 1923 tijdens de Kanto-aardbeving onherstelbaar beschadigd raakte, werd besloten om in plaats daarvan de Kaga om te bouwen tot vliegdekschip en de restanten van de Amagi te verschroten.
De afbouw werd op 31 maart 1928 voltooid, en op 30 november 1929 werd ze aan de Keizerlijke Marine overgedragen. De Kaga beschikte over drie boven elkaar gelegen vliegdekken, zodat ook direct vanuit de onderste hangar kon worden gestart. De waterverplaatsing bedroeg 33.693 ton - 693 ton hoger dan ingevolge het Verdrag van Washington was toegestaan. Japan zegde dit verdrag eind 1934 eenzijdig op, en was intussen op 25 juni 1934 met een verbouwing van de Kaga begonnen. Het tussendek werd geschrapt, en de Kaga kreeg nu één vliegdek, waarbij de lengte over alles toenam tot 276,30 meter en de waterverplaatsing tot 42.541 ton.
In de jaren dertig werd de Kaga ingezet in China, was zij betrokken bij het Shanghai-incident en de eerste fase van de Tweede Chinees-Japanse Oorlog.

## Tweede Wereldoorlog

### Aanval op Pearl Harbor

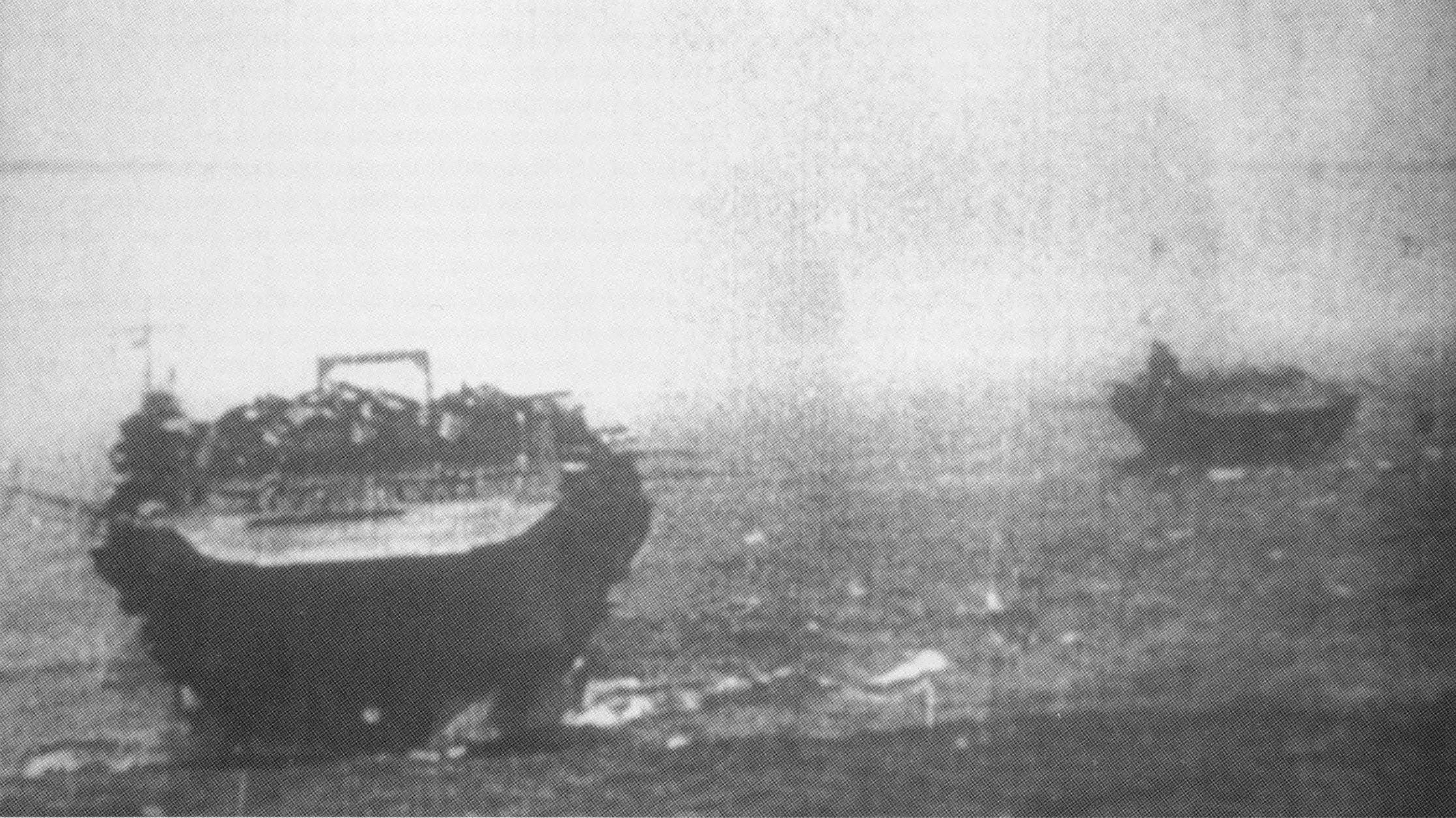
1941 op weg naar Pearl Harbor

Bij aanvang van de Tweede Wereldoorlog stond de Kaga onder bevel van kapitein-ter-zee Jisaku Okada. Samen met haar zusterschip de Akagi vormde het de Carriergroup Division 1 in de Aanval op Pearl Harbor. Op 7 december 1941 lanceerde de Kaga twee vliegtuigaanvallen tegen Oahu, Hawaï.
In de eerste aanval bombardeerden 26 Nakajima B5N-vliegtuigen van de Kaga de USS Arizona, de USS Vestal, de USS Tennessee, de USS West Virginia, de USS Oklahoma en de USS Nevada, terwijl 9 Zero's van de Kaga de luchtmachtbasis Hickam Field aanvielen.
In de tweede aanval bombardeerden ze de USS Maryland, de USS California en nogmaals de USS Nevada en de USS West Virginia.

### Rabaul
In januari 1942 namen de Kaga en de Akagi deel aan de invasie van Rabaul in de Bismarck-archipel. Op 9 februari 1942 maakte het schip water doordat het een rif bij Palau had geraakt. De romp was grotendeels in de lengte opengescheurd.

### Darwin

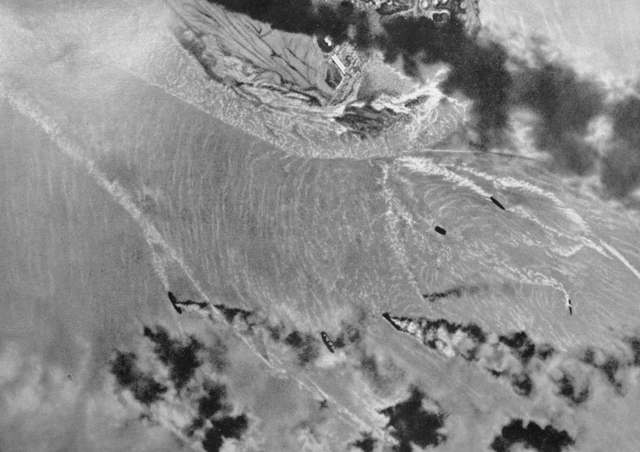
Brandende schepen na de luchtaanval op Darwin

Na reparaties kon de Kaga in de Timorzee worden ingezet, waar op 19 februari haar vliegtuigen opstegen voor de aanval op Darwin in Australië. 150 vliegtuigen vlogen over de stad en de haven en zaaiden paniek onder de Australische bevolking. De vliegtuigen van de Kaga brachten negen schepen tot zinken, waaronder de USS Peary.

## Slag bij Midway

### Bombardement op Midway
Op 28 mei, om 08.00 u. vertrok de Japanse "Carrier Kido Butai Striking Force" onder bevel van admiraal Chuichi Nagumo uit de Baai van Hiroshima met vliegdekschepen Akagi, Soryu, Hiryu en Kaga. Op 4 juni 1942 rond 04.45 u. was de Japanse aanvalsvloot Midway tot op 250 zeemijl genaderd en admiraal Nagumo besloot aan te vallen. Omstreeks 05.00 u. waren 108 vliegtuigen onderweg naar Midway. Rond 06.29 u. bereikten zij Midway en begon hun bombardement.

### Tegenaanvallen van Amerikaanse bommenwerpers

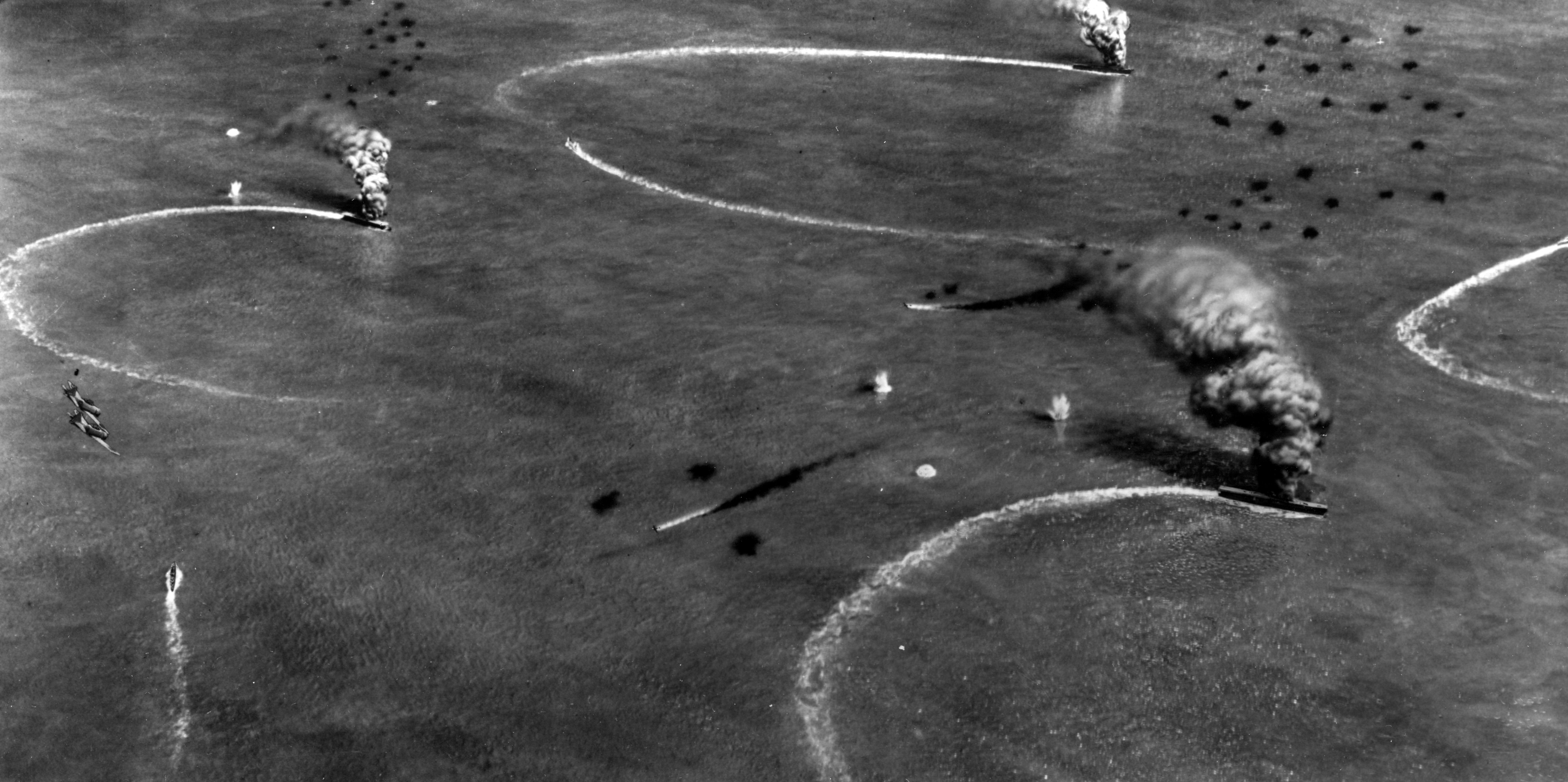
Een diorama uit de Tweede Wereldoorlog van de Slag bij Midway: duikbommenwerpers van de USS Enterprise (CV-6) vallen de Kaga en de Akagi aan, terwijl op de achtergrond duikbommenwerpers van de USS Yorktown (CV-5) de Soryu aanvallen

Ondertussen waren van de Midway-basis en van de drie Amerikaanse vliegdekschepen vliegtuigen opgestegen. De toestellen vielen verspreid aan en alle aanvallen mislukten totdat de duikbommenwerpers van de vliegdekschepen opdaagden.
Op de Kaga lagen bommen en benzinevaten tussen de klaarstaande vliegtuigen omdat Nagumo besloten had de tegen vliegdekschepen bedoelde torpedo's van alle vliegtuigen te laten vervangen door bommen voor een tweede aanval op het eiland Midway. Commandant-luitenant-vlieger Clarence McClusky van de USS Enterprise en de vliegers van de USS Hornet daalden onverhoeds neer uit het wolkendek en vielen de vloot vliegdekschepen aan. Het was 10.22 u en hun aanval concentreerde zich vooral op de Akagi en de Kaga, die vrijwel gelijktijdig getroffen werden. Op het vliegdek van de Kaga stonden 30 met bommen herbewapende bommenwerpers toen de Amerikaanse Douglas SBD Dauntless-duikbommenwerpers uit de wolken doken. De Kaga kreeg vier voltreffers van 500-kg bommen. Ook de Akagi en de Soryu.werden getroffen maar de Hiryu kon ontkomen. Een van de bommen trof de commandobrug van de Kaga waarbij vrijwel alle aanwezigen gedood werden, onder wie kapitein-ter-zee Jisaku Okada. Zijn plaatsvervanger, officiercommandant Kachisa Amagai, nam onmiddellijk het commando over, maar de roerganger, die door de bomexplosie verblind was, kon het schip niet onder controle houden. De brug lag vol glassplinters en door de zwarte, dikke rook was het zicht praktisch nul. Het wapendepot van de Kaga was eveneens getroffen en vloog in brand. Amagai beval de mannen het vliegdek vrij te maken, de branden te blussen en de doden en gewonden weg te dragen. Onderdeks was het niet veel beter. Een bom was in het hangardek neergekomen waar ook nog vliegtuigen, bommen, torpedo's en benzinevaten stonden. Het boordgeschut op de Kaga was uitgeschakeld en de vliegtuigen aan dek stonden in brand of waren ontploft. Toen het erop leek dat de vuurhaarden bijna geblust waren, explodeerde een wagen vol vliegtuigbenzine. De brand verspreidde zich razendsnel en toen de vlammen over de gehele lengte van de Kaga oplaaiden, was Amagai gedwongen de brug te verlaten. Amagai realiseerde zich dat het einde naderde en gaf order het portret van keizer Hirohito plechtig neer te laten in een sloep van de torpedobootjager Hagikaze.

### Aanval door duikbootUSS Nautilus

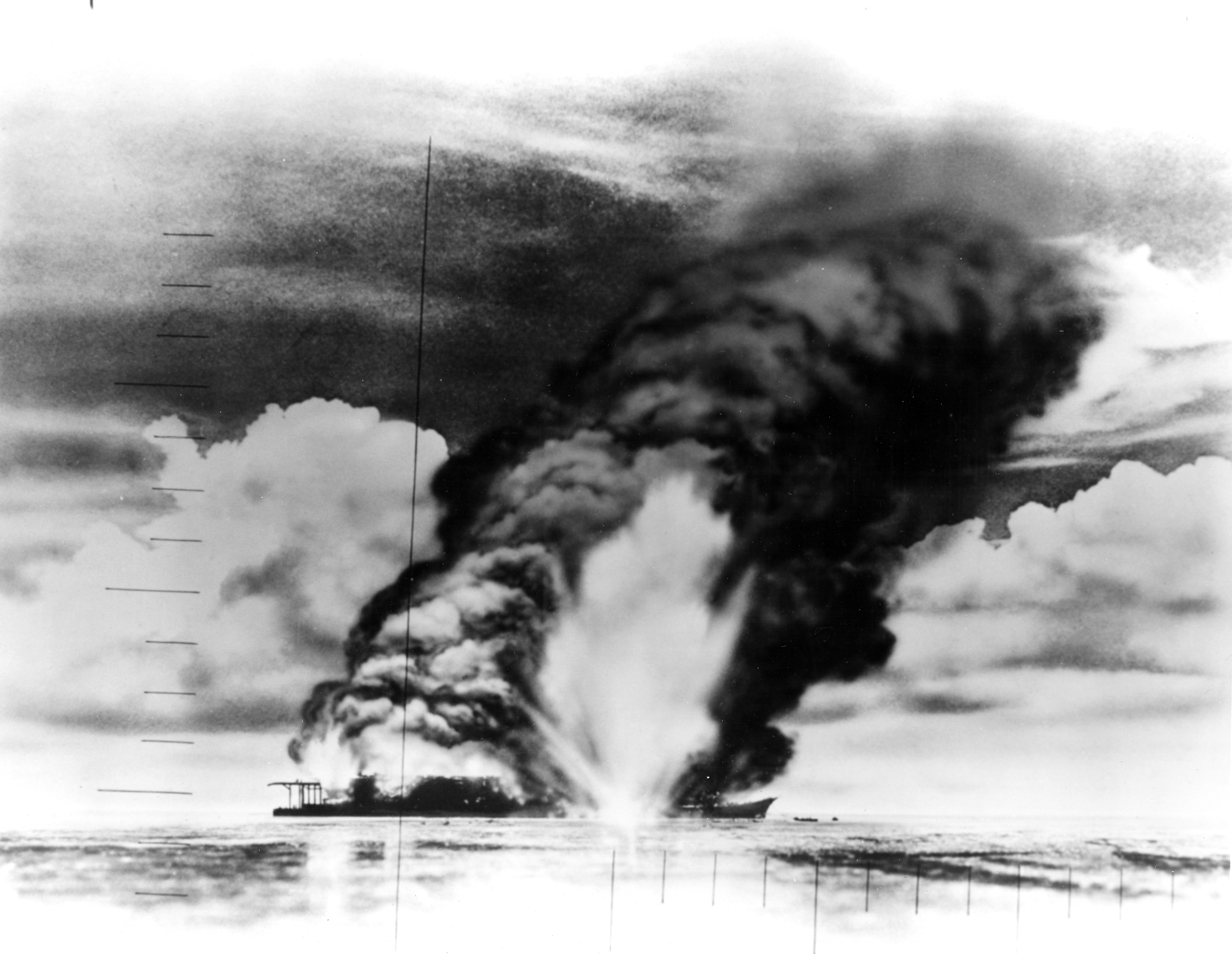
Een diorama: de duikboot USS Nautilus lanceert torpedo's naar de brandende Kaga

Ongeveer drie en een half uur na de Amerikaanse aanval voerde Amagai nog steeds het bevel over de hevig brandende Kaga. Omstreeks 14.05 verscheen op enkele honderden meters afstand de Amerikaanse onderzeeër USS Nautilus, onder bevel van luitenantcommandant William Brockman. De Nautilus was Nagumo's vloot voorzichtig genaderd en zag kans de stilgevallen Kaga met torpedo's aan te vallen. Enkele minuten later, om 14.10 u., zag luitenant-ter-zee Jochio Kunisada, die op dek van het al slagzij makende vliegdekschip stond, aan stuurboordzijde van de Kaga drie witte torpedosporen. Er zat niets anders op dan de torpedo-inslagen af te wachten. De torpedobootjagers Hagikaze en Maikaze stormden op de weggedoken onderzeeboot af en bestookten hem met dieptebommen. Twee van de MK14-torpedo's misten het schip, de derde trof wel doel maar ontplofte niet. De drijvende blindgaande torpedo fungeerde vervolgens als reddingsboei voor enkele overboord geslagen matrozen, die later werden opgevist door de sloepen van de escorteschepen Hagikaze en Maikaze.

### Ondergang
Laat in de namiddag werd duidelijk dat de hevig brandende Kaga niet meer te redden viel en om 16.40 u. beval Amagai het schip te verlaten. Desondanks leek het om 18.30 u. erop dat het vuur alsnog gedoofd was en Amagai hoopte dat zijn oude schip toch nog gered zou kunnen worden. Hij ging met een brandbestrijdingsploeg aan boord van de Kaga, maar toen ze aan boord kwamen deinsden zij terug voor de intense hitte. Niemand kon op de roodgloeiende dekken staan en met tegenzin moest Amagai zijn ploeg bevel geven terug te keren naar de torpedobootjager. Ze waren net op tijd weg, want kort daarna, om 19.25 u., scheurden twee geweldige ontploffingen de romp van de Kaga open, terwijl sissend stoom uit het schip ontsnapte. Toen kapseisde de Kaga en werden 800 manschappen meegetrokken naar de zeebodem, meer dan een derde van de bemanning.

## De Kaga teruggevonden
In 1999 werden delen van het wrak van de Kaga gevonden door de Nauticos Company. Een jaar eerder was dat Dr. Robert D. Ballard niet gelukt. Ballard vond uiteindelijk nog wel op 5500 meter diepte het wrak van USS Yorktown waarmee de gesponsorde expeditie toch nog een succes bleek.
Op 18 oktober 2019 werd het wrak van de Kaga ontdekt op een diepte van 5400 meter.

## Kaga
- Klasse: te water gelaten als Tosa-klasse slagschipcasco; afgebouwd als Amagi-klasse vliegdekschip
- Type: Vliegdekschip Keizerlijke Japanse Vloot
- Werf: Kawasaki Heavy Industries Scheepswerf - Kobe, Japan
- Begin bouw: 19 juli 1920
- Te water gelaten: 17 november 1921 als slagschipcasco
- In dienst gesteld: 1 november 1929 als vliegdekschip
- Verloren gegaan: 4 juni 1942 - Slag bij Midway

### Technische gegevens
- Lengte: 260,70 m
- Breedte romp: 31,30 m
- Breedte vliegdek: 30,47 m
- Diepgang: 8,70 m
- waterverplaatsing: 33 693 ton (na verbouwing 42.541 ton)
- Machines: 12 Type Kampon-stoomketels (8 kolen- en 4 oliebunkertanks)
- Vermogen: 91 000 pk (67,9 MW) - 4 schroeven - 2 roeren
- Snelheid: 31,25 knopen (57,88 km/h)
- Reikwijdte: 7000 zeemijl bij 12 knopen (13 000 km bij 22 km/h)
- Bemanning: 2400 manschappen

### Bewapening
- Vliegtuigen: 72(+18) (na verbouwing) - Aichi D3A Val - Nakajima B5N Kate - Mitsubishi A6M Zero
- 10 x 8-inch (200-mm) kanonnen
- 16 x 4,7-inch (120-mm) kanonnen
- 22 x 25-mm luchtafweergeschut